# Сацхаватло
Сацхаватло (груз. საცხავატლო) — село в Грузии, в муниципалитете Душети края Мцхета-Мтианети. 

## География
Село расположено в центральной части края, в 25 километрах по прямой к востоку от центра муниципалитета Душети. Высота центра — 920 метров над уровнем моря.

## Население
По данным переписи населения 2014 года, в селе проживало 6 человек.
| Год  | Население |
| ---- | --------- |
| 2002 | 18        |
| 2014 | 6         |